# Xavier Victor Thibaut
Pour les articles homonymes, voir Thibaut.
Xavier Victor Thibaut, né à Dinant le 27 octobre 1817 et mort à Namur le 29 février 1892, est un homme politique belge.

## Fonctions et mandats
- Membre de la Chambre des représentants de Belgique : 1848-1857, 1859-1892
- Président de la Chambre des représentants : 1871-1878, 1884

## Sources
- Ressource relative à plusieurs domaines :   - ODIS